# Ештадіу Муніципал 22 червня
Ешта́діу Муніципа́л 22 червня (порт. Estádio Municipal de Famalicão) — багатофункціональний стадіон у місті Віла-Нова-де-Фамалікан, Португалія. Наразі використовується переважно для проведення футбольних матчів і є домашнім стадіоном футбольного клубу «Фамалікан», який наразі виступає у вищому дивізіоні португальського футболу — Прімейра-лізі. Стадіон вміщує 5186 глядачів.
Муніципалітет планує роботи з розширення стадіону, які дозволять збільшити його місткість до 7500 осіб, а також загальне покращення умов на стадіоні. Роботи мають розпочатися на початку 2020 року.